# Hell's Heels
Hell's Heels est un court métrage de la série Oswald le lapin chanceux, produit par le studio Walter Lantz Productions et sorti le 2 juin 1930. Ce court métrage est une parodie du film Hell's Heroes, réalisé par William Wyler et distribué quelques mois plus tôt en 1930 par Universal Pictures.

## Synopsis
Alors que le shérif a jeté Oswald hors de la ville, ce dernier découvre l'enfant du shérif perdu dans le désert.

## Fiche technique
- Titre : Hell's Heels
- Série : Oswald le lapin chanceux
- Réalisateur : Walter Lantz
- Scénario et animation : William Nolan, Ray Abrams, Manuel Moreno, Clyde Geronimi
- Producteur : Walter Lantz
- Production : Walter Lantz Productions
- Distributeur : Universal Pictures
- Date de sortie : 2 juin 1930[1]
- Musique: James Dietrich
- Format d'image : Noir et Blanc
- Langue : (en)
- Pays :  États-Unis